# Марио Ван Пиблс
Марио Кејн Ван Пиблс (енгл. Mario Cain Van Peebles; Мексико Сити, Мексико, 15. јануар 1957), амерички је позоришни, филмски и ТВ глумац.